# Какавья
Какавья (греч. Κακκαβιά) — вид рыбного супа (ухи), популярный в Греции (на побережье и островах). Название этого супа происходит от названия особого трёхногого котелка, который использовали жители Ионических островов для приготовления пищи. Для приготовлении какавьи обычно используют несколько видов рыбы, подобные супы входят во многие кухни народов Средиземноморья — буйабес, каччукко, сарсуэла, калдейрада.

## Способ приготовления
К обжаренному на оливковом масле луку добавляют нарезанную на небольшие куски рыбу, обжаривают, заливают небольшим количеством воды, специи и томят на медленном огне под крышкой около получаса. Готовую какавью заправляют лимонным соком. Современные варианты этого супа содержат овощи (картофель, помидоры, морковь), креветки и пряности (лавровый лист, душистый перец).